# Gabre Gabric
Ljubica Gabric-Calvesi dite Gabre Gabric (née le 17 octobre 1914 à Imotski en Autriche-Hongrie et morte le 16 décembre 2015 à Brescia) est une athlète italienne, spécialiste du lancer du disque.

## Biographie
Elle participe à la finale du lancer du disque des Jeux olympiques de 1936 à Berlin, et 1948 à Londres, ainsi qu'à celles des championnats d'Europe de 1938 et 1950.
Elle est la belle-mère du coureur de 110 m haies Eddy Ottoz.
En 2010, âgée de 95 ans, elle participe aux Championnats d'Europe vétéran d'athlétisme.
Elle meurt le 16 décembre 2015 à 101 ans. Elle était la dernière athlète vivante à avoir participé aux Jeux olympiques de 1936.

### Palmarès
| Date | Compétition           | Lieu      | Résultat | Épreuve          | Performance |
| ---- | --------------------- | --------- | -------- | ---------------- | ----------- |
| 1936 | Jeux olympiques       | Berlin    | 10e      | Lancer du disque | 31,31 m     |
| 1938 | Championnats d'Europe | Vienne    | 6e       | Lancer du disque | 35,53 m     |
| 1948 | Jeux olympiques       | Londres   | 17e      | Lancer du disque | 34,17 m     |
| 1950 | Championnats d'Europe | Bruxelles | 7e       | Lancer du disque | 37,73 m     |